# باتارشنس
باتارشنس، وقرئ اسمها سابقاً بشكل خاطئ بنرشنس أو بانوراشناس، هي ملكة مصرية قديمة غير حاكمة أو زوجة ملك عاشت في عهد الأسرة الثانية والعشرين، وهي زوجة الملك ششنق الأول.

## عائلتها
والداها غير معروفين، لكن والدها كان يحمل لقب "الأمير العظيم للمشوش"، مما يشير إلى أنه كان ليبياً.

## التعرف عليها
الملكة باتارشنس معروفة في عدد من الوثائق، ولا سيما تمثال ابنها نيمروت الموجود الآن في فيينا (ÄOS 5791)، فهي أم نيمروت (B) المشرف على الجيش في نيني نيسو أو بني سويف الحالية.